# Großsander
Großsander is een dorp in de Duitse gemeente Uplengen, deelstaat Nedersaksen, en telt 426 inwoners (12.2007). In dezelfde gemeente ligt ook het iets naar het zuidwesten gelegen dorpje Kleinsander.
Van de 14e eeuw tot 1538 stond in Großsander het vaak omstreden kasteel Burg Uplengen, waarvan alleen midden in het dorp nog een 40 m lange ringwal is overgebleven.
In het dorp was tot en met de 19e eeuw een halte van de diligence Oldenburg-Leer. Het gebouw, waar deze halte was, is na de Tweede Wereldoorlog gereconstrueerd.
Een zandafgraving t.b.v. de aanleg van de Autobahn A28 twee km ten zuiden van het dorp is omgezet in een recreatieplas voor strandvermaak e.d.